# Балабаева, Прасковья Даниловна
Прасковья Даниловна Балабаева (урождённая Киселёва, 1913 — 1 декабря 2002) — Герой Социалистического Труда (1960), в 1958—1963 годах — депутат Верховного Совета СССР.

## Биография
Родилась в 1913 г. в д. Фролово, в семье крестьянина Данила Киселёва. Образование начальное. Так как точная дата рождения не известна, в документах записано 01.07 (середина года).
До 1935 года работала в хозяйстве родителей, потом в колхозе. Вышла замуж за тракториста Тимофея Балабаева, в семье родилось двое сыновей. С началом Великой Отечественной войны муж был призван в Красную Армию, воевал танкистом и погиб в ходе войны.
С 1942 года — доярка колхоза «Путь к коммунизму» Дзержинского района Калужской области.
В 1954 году надоила от каждой коровы 3272 кг молока, заняв I место в Калужской области.
В 1956 году надоила 4218 кг молока от каждой коровы своей группы (снова заняв I место в Калужской области). Награждена орденом «Знак Почёта».
Член КПСС с 1958 года. 16 марта 1958 года избрана депутатом Верховного Совета СССР 5 созыва.
В 1959 году надоила от каждой коровы своей группы по 5076 килограммов молока и была награждена большой и малой золотыми и большой серебряной медалями ВДНХ. На 1960 год она взяла обязательство надоить от каждой коровы по шесть тысяч килограммов молока (результат — 5547 кг). За высокие надои Указом Президиума ВС от 7 марта 1960 года удостоена звания Героя Социалистического Труда. Стала вторым в Калужской области Героем Соцтруда и первой женщиной с таким высоким титулом.
Делегат XXII съезда КПСС (1961).
В 1968 году ушла на пенсию. Потом вернулась в колхоз и еще несколько лет работала сначала мойщицей молочной посуды, потом заведующей фермой.
С 1990-х годов жила в д. Богданино Ферзиковского района.
В 1970—1980-х годах в Калужской области существовал переходящий приз имени Прасковьи Балабаевой, который ежеквартально вручался лучшей доярке.